# Konotop (powiat drawski)
Konotop (niem. Köhntöpf) – wieś sołecka w Polsce położona w województwie zachodniopomorskim, w powiecie drawskim, w gminie Drawsko Pomorskie. W latach 1975–1998 miejscowość administracyjnie należała do województwa koszalińskiego. W roku 2007 wieś liczyła 163 mieszkańców.
Wsie wchodzące w skład sołectwa:
- Karwice
- Żołędowo

## Geografia
Wieś leży ok. 10 km na południe od Drawska Pomorskiego, przy drodze wojewódzkiej nr 175, między Drawskiem Pomorskim a Kaliszem Pomorskim. Od strony północnej, zachodniej i południowej wieś otacza poligon drawski.

## Zabytki i atrakcje turystyczne
Kościół filialny pw. św. Huberta z 1999 / 2000 r., rzymskokatolicki należący do parafii pw. św. Pawła w Drawsku Pomorskim, dekanatu Drawsko Pomorskie, diecezji koszalińsko-kołobrzeskiej, metropolii szczecińsko-kamieńskiej.